# Wayne State University
La Wayne State University (WSU) è un'università pubblica statunitense fondata nel 1868, con sede a Detroit, nel Michigan.

## Storia
Il primo componente della moderna Wayne State University fu fondato nel 1868 come Detroit College of Medicine. Nel 1885, il Detroit College of Medicine si fonde con il suo concorrente, il Michigan College of Medicine e i suoi edifici consolidati. Nel 1913 la scuola fu ristrutturata come Detroit College of Medicine and Surgery, passando sotto il controllo del Detroit Board of Education. Queste istituzioni sono incarnate oggi dalla Scuola di Medicina della Wayne State University.
Nel 1881, la Detroit Normal Education School for Teachers fu istituita dal Board of Education di Detroit. Nel 1920, dopo diversi riposizionamenti in quartieri più grandi, la scuola divenne il Detroit Teachers College. Il Board of Education ha votato nel 1924 per far diventare il College parte del nuovo College of the City di Detroit. Questo alla fine divenne il College of Education della Wayne State University.
Nel 1917, il Detroit Board of Education fondò il Detroit Junior College. Il Detroit College of Pharmacy e il Detroit Teachers College furono aggiunti al campus del Detroit Junior College nel 1924 prendendo il nome di College of the City of Detroi. L'originale junior college divenne il College of Liberal Arts. I primi diplomi di laurea furono conferiti nel 1925. Il College of Liberal Arts del College of the City di Detroit, è oggi il Wayne State University College of Liberal Arts and Sciences.
Riconoscendo la necessità di una buona scuola di diritto pubblico, un gruppo di avvocati, tra cui Allan Campbell, fondatore della scuola, fondò la Detroit City Law School nel 1927 come parte del College of the City di Detroit. Originariamente strutturato come programma part-time e serale, nel 1928 la scuola iniziò a conferire la laurea di primo livello. 
Nel 1933, il consiglio di amministrazione di Detroit votò per unificare i college gestiti in un'unica università. Nel gennaio 1934, l'istituzione fu ufficialmente chiamata Wayne University, prendendo il nome dalla Contea di Wayne in cui sorgono l'Università e la città di Detroit. L'ente aprì in seguito la School of Social Work nel 1935 e la School of Business Administration nel 1946.
La Wayne University fu ribattezzata Wayne State University nel 1956 e l'istituzione divenne un'università con mandato costituzionale da un emendamento popolare adottato nella costituzione del Michigan nel 1959.
Il Board of Governors della Wayne State University ha creato l'Institute of Gerontology nel 1965, in risposta a un mandato dello Stato del Michigan. La missione principale di quell'epoca era impegnarsi nella ricerca, nell'istruzione e nel servizio nel campo dell'invecchiamento.
La Wayne State University crebbe di nuovo nel 1973 con l'aggiunta del College of Lifelong Learning. Nel 1985, la School of Fine and the Performing Arts e il College of Urban, Labour and Metropolitan Affairs hanno ulteriormente ampliato l'università.
Negli ultimi anni, WSU ha fatto costruire nuovi edifici, tra cui l'Integrative Biosciences Center (IBio). Ha, inoltre, comprato la Casa del Colonnello Frank J. Hecker nel 2014, monumento inserito nel National Register of Historic Places.

## Struttura
Il campus principale della WSU, nel cuore di Detroit, comprende più di cento edifici adibiti all'istruzione e alla ricerca.

## Sport
La squadra sportiva dei Wayne State Warriors compete nella NCAA Division II.

## Galleria d'immagini

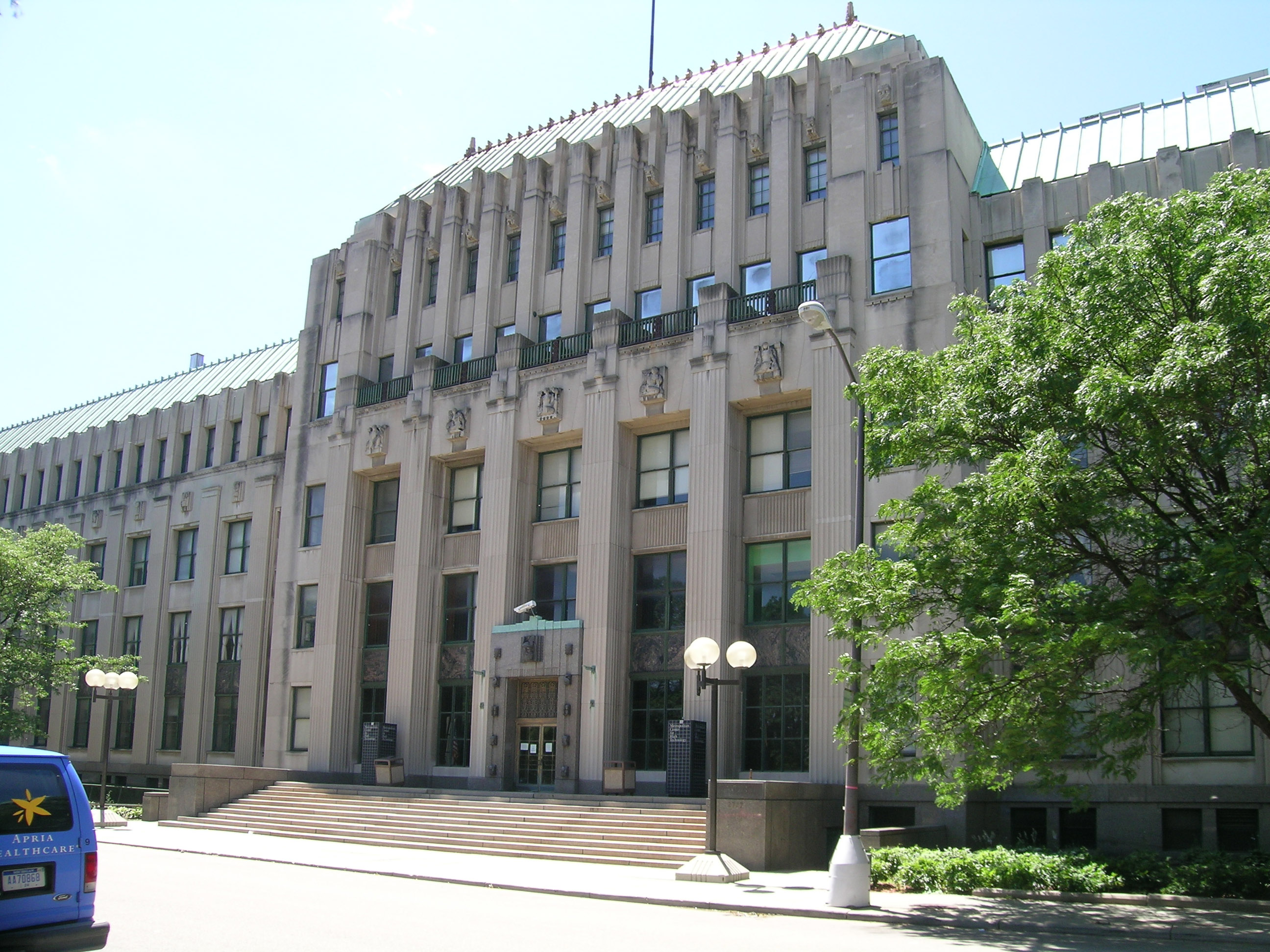
Il Metropolitan Center for High Technology
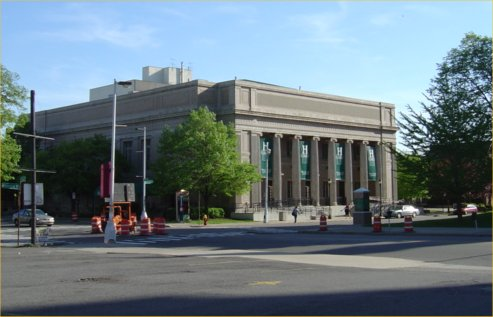
Hilberry Theatre
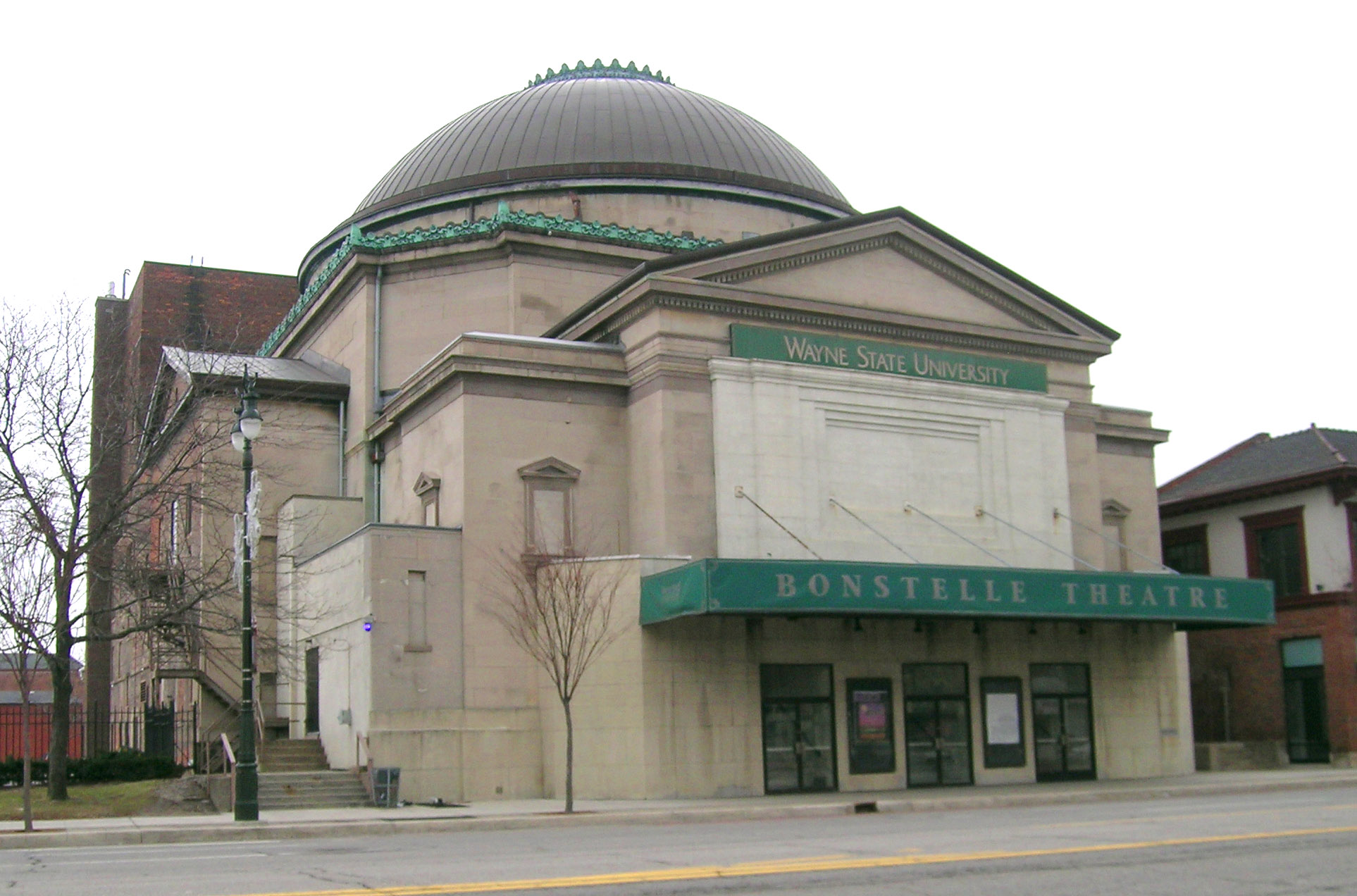
Bonstelle Theater
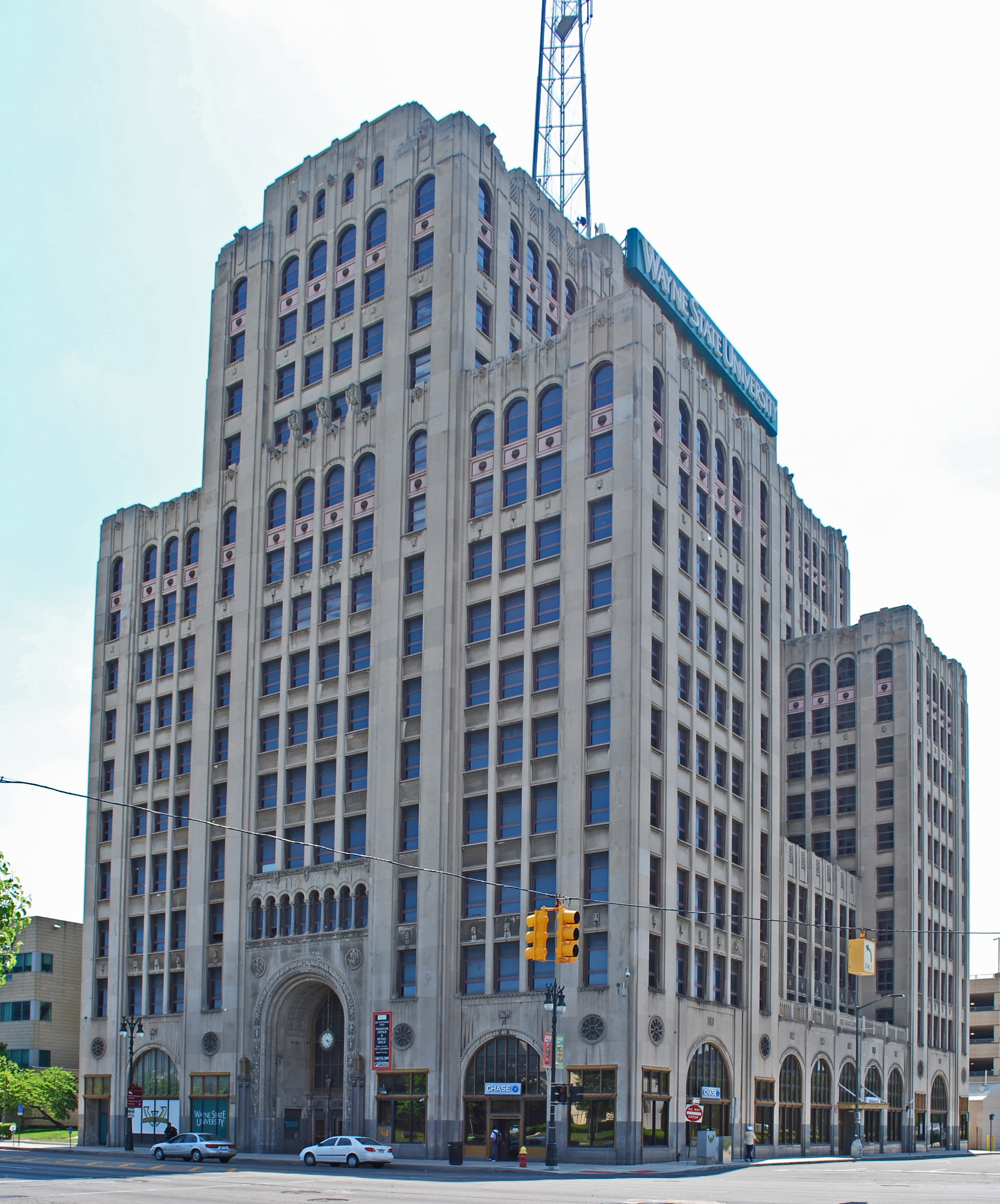
Macabees Building
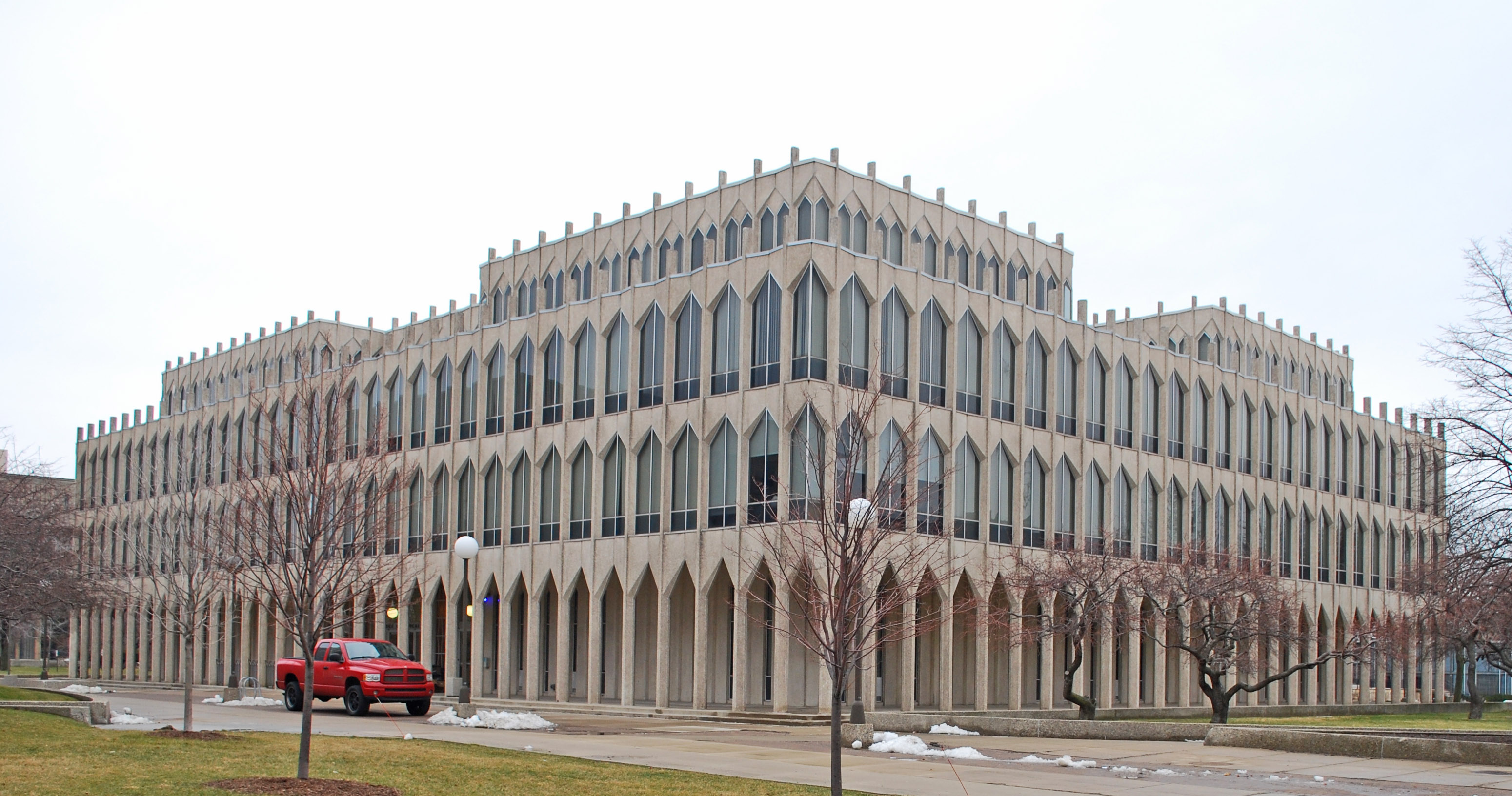
Education Building